# Wincenty Różański

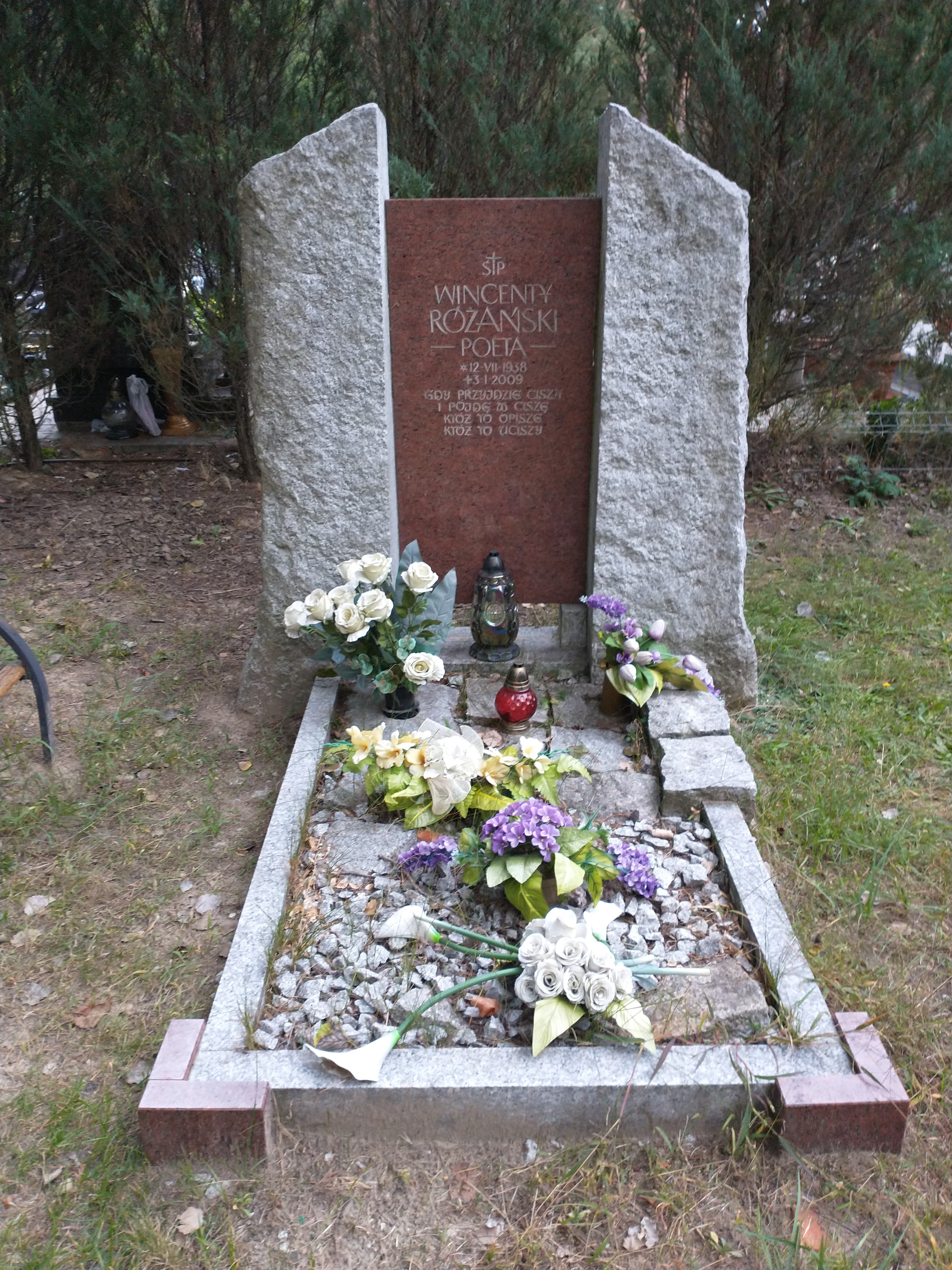
Grób poety na poznańskim Miłostowie.

Wincenty Bolesław Różański, znany jako Witek (ur. 12 lipca 1938 w Mosinie, zm. 3 stycznia 2009 w Poznaniu) – polski poeta, outsider. Żył wyłącznie z pisania wierszy. Był przyjacielem Edwarda Stachury, który uczynił go również jednym z bohaterów powieści Cała jaskrawość. Pochowany na cmentarzu Miłostowo w Poznaniu.

## Życiorys

### Lata dziecięce w Mosinie
Wincenty Różański urodził się 12 lipca 1938 w Mosinie, koło Poznania, w rodzinie robotniczej. Syn Cezarego, powstańca wielkopolskiego, ogrodnika w sanatorium w Ludwikowie i Józefy z d. Frąckowiak. Różańscy mieli pięcioro dzieci. Najstarszy z synów został architektem i plastykiem, drugi profesorem elektroniki. Jedną z sióstr Wincentego jest Joanna Różańska, artystka malarka.

### Życie w Poznaniu
Po wyprowadzce z Mosiny, wraz z rodzicami i siostrami zamieszkał w Poznaniu przy ul. Ostrobramskiej, przy pętli na Górczynie, w domu, który znalazła dla nich matka. Najpierw ukończył technikum księgarskie i zdał maturę, a następnie rozpoczął studia polonistyczne na Uniwersytecie im. Adama Mickiewicza, których nie ukończył. Po tym, jak nie zdał egzaminów, został wzięty do służby wojskowej, co było dlań zdarzeniem traumatycznym. Nie potrafił się odnaleźć. Krótko po pobycie w wojsku ojciec odesłał go do szpitala z podejrzeniem choroby psychicznej, które okazało się słuszne – zdiagnozowano schizofrenię paranoidalną. Kolejne pobyty w szpitalach zostawiły trwały ślad w jego życiu, niestety, on sam uważał, że przyczyniły się do pogłębienia jego choroby. Ciężko zniósł stan wojenny, a potem śmierć matki.
Podczas rozmowy z Andrzejem Niziołkiem dla „Gazety Wyborczej” w 1998 wyznał, że nie jest specjalnie zżyty z miejscem, w którym spędził całe swoje dorosłe życie, że Poznań, tak jak wiele innych, jest po prostu miastem jego egzystencji i nie przywiązuje wyjątkowej uwagi do miejsca swojego urodzenia i pochówku.  Jedynym emocjonalnym związkiem z Poznaniem było wspomnienie czasów studenckich. 
W 2000 roku zawarł związek małżeński z Małgorzatą Kasztelan - muzykiem, flecistką, pianistką i  pedagogiem, która po jego śmierci z pasją pielęgnowała pamięć o swoim mężu, poecie Witku Różańskim. 
Różański przez całe życie przebywał w Poznaniu, tam też zmarł na skutek nieszczęśliwego wypadku 3 stycznia 2009.

## Duchowe braterstwo Edwarda Stachury i Wincentego Różańskiego

### Początek
Edward Stachura i Wincenty Różański spotkali się po raz pierwszy w 1961 roku, na festiwalu młodej poezji w restauracji „Regionalna” w Poznaniu. Wincenty był wtedy początkującym poetą i rozmawiał z innymi o twórczości i filozofii, gdy Stachura po raz pierwszy zwrócił na niego uwagę. Witek rozbawił Edwarda swoim zachowaniem i zabawnymi anegdotami, ten śmiał się z niego do rozpuku. Tak zaczęła się ich przyjaźń, później wielokrotnie Różański mieszkał u Stachury w Warszawie, wspomina, jak Edward pracował w nocy, a on nocował w kuchni i też tworzył, Sted przychodził do niego, brał chleb ze smalcem i pytał, jak mu idzie, a potem pisali razem.
Z wielu przyjaciół, żaden nie odznaczył się w życiu Wincentego tak dobitnie, jak Edward Stachura. Cenił go jako poetę i wziął Różańskiego pod swoje skrzydła, ogarniając niemal ojcowską opieką. Śmiało można użyć stwierdzenia, że Stachura usynowił Witka, otaczając do nie tylko opieką duchową, ale również poprowadził go po ścieżce poezji, uchylając drzwi i poznając z wieloma przedstawicielami środowiska literackiego: m.in. Milczewskim, Babińskim, Szatkowskim.
Witek zapytany, co w jego życiu było najważniejsze, z powagą odpowiada: przyjaźń z Edwardem Stachurą. Zapewnia, że to on ukształtował go jako poetę i wprowadził do poetyckiego świata. Od niego uczył się formy i piękna. Dzięki niemu poznał wiele wpływowych osób ze Związku Literackiego, choć przyznaje, że na początku był nieco nieokrzesany, Stachura tłumaczył mu, że musi ochłonąć i panować nad swoimi emocjami.
Dla Witka Różańskiego Stachura był tym, kim on nigdy nie odważył się być. Ciągle w drodze, w ruchu, zapisujący wszystko: od wschodów słońca po ruch gwiazd, metafizyk i egzystencjalista, poeta kosmopolityczny i uniwersalny, zafascynowany innymi światami. Wspomina, że w Boga nie wierzył, ale często chodził do kościoła, aby posłuchać ciszy. Tak jak było po wypadku motocyklowym w którym zranił sobie nogę. W przychodni opatrzyli mu ranę niezbyt dokładnie, poszli później do poznańskiej fary, tam Stachura uspokoił się i wyciszył. Witek był dla Steda jego poznańskim przewodnikiem, odwiedzali wspólnie przyjaciół: Krystynę Orłow, Szczęsnego Górskiego, biofizyka, z którym rozmawiali o filozofii Wschodu, Barbarę Stawicką i malarza Ildefonsa Houwalta w jego pracowni przy ulicy Wronickiej. Edward Stachura w Poznaniu miał wieczory autorskie, najczęściej w akademikach Cicibór i Akumulatory. Każdy z nich kończył się w którymś z pokojów, studenci uwielbiali go, znali teksty piosenek, chociaż Stachura nie miał dobrego głosu, śpiewał dusząco, ochryple, ale wyraziście i za to go cenili.

### Syn bogini
Dla Edwarda Stachury Witek był, jak to poetycko określił: synem bogini. Stał się nim w momencie zetknięcia się z jego twórczością i pozostał przez cały czas. Stachura wziął na siebie odpowiedzialność drukowania jego wierszy, to on zanosił je do „Twórczości”, przekazywał i prosił o kolejne lub pisał podania o stypendium dla niego ze Związku Literatów Polskich. Pod jego wpływem Witek tworzył i poprawiał utwory. E. Stachura był jego mentorem, utrzymywał, że W. Różański jest twórcą o niebanalnej wyobraźni, potrafi zebrać ze sobą proste i na pierwszy rzut oka niepasujące elementy w malowniczą całość. Według E. Stachury W. Różański pisał mało i od niechcenia, nie dbał o to, aby zostać wydrukowanym. Dzięki przyjaźni Wincenty pozostawał w dobrej kondycji psychicznej i fizycznej, przyjaciel napędzał go do działania, obniżając tym samym symptomy chorób, na które cierpiał. 
W listach obserwować można wielką zażyłość tych dwóch postaci, niejednokrotnie E. Stachura używa takich stwierdzeń, jak: „tęsknię za tobą bardzo” i odwieczne: „kochany…” lub „całuję cię i ściskam”. Wskazuje to wprost na szczerą przyjaźń, która przetrwa przez długie lata. Nie można nie zauważyć, że W. Różański jest jedną z niewielu osób, które E. Stachura obdarzył tak gwałtowną i trwałą miłością, którą naznaczone było jego całe „życiopisanie”. Tą zażyłość oddaje szczególnie jeden z listów E. Stachury do W. Różańskiego, napisany w czasie, gdy kończył pisanie Całej jaskrawości (5 września 1968):
Kochany mój Witku! Wybacz, że nie pisałem przez jakiś czas. To nieładnie, ja wiem. Ale byłem i jestem jeszcze oddany i poddany i pijany Całą Jaskrawością. Straszliwa to robota. Nie pisałem do Ciebie może dlatego, że bez przerwy mam Cię przed oczami. Razem przecież mieszkamy na kwaterze u Potęgowej, razem kopiemy w mule tej epoki, razem łazimy wszędzie, razem przewracamy stodołę i tak dalej i tak dalej. Kończę powoli Całą Jaskrawość, kochany, i na pewno będziesz zadowolony. Niesamowicie tam sobie żyjemy. Uroczyście. Solennie. Wszystko, co robimy tam, jest niesamowicie uroczyste. Najdrobniejsza rzecz. W natchnieniu tam sobie żyjemy nieustającym, tak jak powinno być. Jak dwóch milordów sobie tam żyjemy. Bezbłędnie. Jak dwa razy jeden i jeden razy dwa. Po prostu. Cudownie. Niewymownie. Koronnie. Po prostu. Kończę, bo nie mam sił. Idę spać. Napiszę za parę dni. Przyucz się tej logiki. Niczym innym się nie zajmuj. Ucz się logiki i odpoczywaj sobie ładnie. Jutro wyślę Ci 50 zł. Całuję Cię Kochany. Zyta jak najserdeczniej pozdrawia Cię. Napiszę za parę dni. Twój Sted.
Istota bycia E. Stachury przejawia się wobec wyborów, które dokonuje jako człowiek wolny, rości wobec życia pragnienie miłości totalnej, która obejmuje wszystkie byty: duchowe i materialne. Jego przyjaciel różnił się od niego dystansem i dyscypliną, w swoich utworach budował alternatywny świat i cierpliwie oczekiwał, co przyniesie mu życie.

### Duchowe braterstwo
Bez wątpienia E. Stachura jest nieodłącznym elementem życia W. Różańskiego, jego niezachwiana przyjaźń i obecność wpływała na zmniejszenie lęków i samotności Witka, wywoływaną przez chorobę nerwową, co nie oznacza, że poeta całkowicie się ich pozbył, co uwydatnia w wierszach naszpikowanych metafizycznym i egzystencjalnym lękiem. Edward Stachura oswoił Witka z lękami i nauczył go posługiwać się nimi jako narzędziem literackim.
Choć podobieństwa w utworach obu postaci daje się zauważyć na pierwszy rzut oka, nie można wprost powiedzieć, że poznański poeta jest naśladowcą E. Stachury. Podobni do siebie ze względu na dolegające obu choroby nerwowe żyli, pokonując wewnętrzne lęki i dramaty. Wydawało się, że Edward Stachura, jako mocniejsze ogniwo więzi napędzające ich przyjaźń przetrwa znacznie dłużej, jednak podjął decyzję o własnej śmierci zaledwie po czterdziestu dwóch latach życia, natomiast Witek Różański zmarł na skutek nieszczęśliwego przypadku, kilka dni po swoich siedemdziesiątych urodzinach. Po samobójczej śmierci Steda u Wincentego nastąpiło nasilenie objawów, wzmożony lęk i niepewna sytuacja polityczna sprawiły, że prawie nie wychodził z domu, cierpiał na bezsenność i palił, czytając książki medyczne na temat swojej choroby. W tym trudnym okresie życia pomogła mu obecność niezastąpionej matki.
Obydwaj pragnęli miłości, która nie tylko będzie dotyczyć ich samych, ale również miłości wszechogarniającej, z tą różnicą, że Różański czekał na nią cierpliwie, zawierzony opiece Opatrzności. Dla Stachury miłość była ideą, po którą można sięgnąć dopiero po śmierci. Ich wizje życia również były podobne, to „życiopisanie”, z tym że Różański patrzył na nie przez pryzmat świętości i lęku, a Stachura świętości, gry i roszczenia. Poeci odmiennie wyrażali swoją religijność w twórczości. Różański przedstawiał się jako ten, który szuka i w końcu odnajduje wiarę, Stachura przedstawia religijność jako transcendentalno-metafizyczny projekt postawiony na franciszkańskiej obsesji miłości, z nawiązaniami do gnozy i buddyzmu. Dla obu funkcjonowanie w rzeczywistości jest wyzwaniem, Witek, z wiecznie towarzyszącymi mu lękami i Edward, który nie odnalazł w sobie chęci pozostania przy życiu.
Wincenty Różański przejął język, którym posługuje się Edward Stachura. W niektórych momentach jest to na tyle widoczne, że wygląda na świadomy zabieg, jednak wynika to z równoległego doświadczania rzeczywistości. Obaj są własnymi odbiciami, które uzupełniają się na zasadzie przeciwieństw, przyzwyczajeń, potrzeby miłości i ucieczki przed nią, pokory, sławy czy religijności. Ma na uwadze zależność od E. Stachury, która pojawia się w wierszach „Synku synogarlicy (…) Ty zawsze przy mnie stój” już na stałe zakorzenioną w duszy i osobowości.
Różański posiadał uznanie dla twórczości E. Stachury, zachwycał się szczególnie prozą i piosenkami. Zapytany, jaki właściwie był jego przyjaciel, odpowiedział: „On był prosty. Nie był facetem o dużej głębi, ale miał duże przejścia i miał przemyślenia. Zawsze w kurtce, z niedużą torbą na ramieniu. Pytał: No i co, co robimy? Gdzie idziemy, Jak się czujesz? Masz forsę? Ja mówiłem: Mało mam. To przyślę ci stówę zaraz, jak będę miał. I tak żyliśmy, od stówy do stówy.” W latach siedemdziesiątych ich drogi się rozeszły, ale pozostała przyjaźń listowna. Aż do tragicznej śmierci Stachury. Witek na pogrzeb nie pojechał, jak twierdził, nie mógł. Każdy z nich trafnie wyczuwał twórczość, którą uprawiali. Po wydaniu pierwszego tomiku Różańskiego Dziecko idące jak włócznia śpiewało Stachura napisał: „to była kometa, która zniknęła w bezwietrznej próżni”. Jako jeden z jego pierwszych krytyków odkrył w Wincentym Różańskim poetycką inteligencję, który potrafi połączyć „zgodne niezgodności” i niepasujące, odległe od siebie elementy.
Śmierć przyjaciela zmusiła Witka Różańskiego do samodzielności w poezji i w życiu. Pisał, bo czuł się zobowiązany wobec tego, jak wysoko cenił go E. Stachura, ponieważ to dzięki niemu zaistniał i pozostając pod wpływem charyzmy przyjaciela poezję zrobił swoim przeznaczeniem.

## Dzieła (chronologicznie)
- Wiersze o nauce nawigacji między kamieniami (1968; arkusz)
- Dziecko idące jak włócznia śpiewało (1970)
- A brzoza kwitnie (1973; arkusz)
- Przed czerwonymi słońca drzwiami (1976)
- Mieszkam w pogodzie (1979)
- Zakole (1981)
- Frente A La Puerta Roja Del Sol (1983; meksykański wybór wierszy w przekładzie na hiszpański, tłum. Barbara Stawicka – Muñoz)
- Światłolubne (1984)
- Wiersze – dzieci (1985)
- Nam ciszy nam wiatru potrzeba (1986)
- Bądź pozdrowiona chwilo... (1989; wybór wierszy)
- Będziemy piękniejsi (1990)
- Oddech i gest (1990)
- Córeczka poezja (1993)
- Wszystko nie to (1998)
- Została pusta karta dań tego świata (1998)
- Chciałem zmienić świat (1999)
- Ręce Marii Magdaleny (2000)
- Wędrujemy do Szeol (2001; wybór wierszy)
- Posrebrzane pola słów (2001; wydanie limitowane wydane razem z wierszami Krzysztofa Wiśniewskiego).
- Posrebrzane pola słów (2008; wydanie drugie w większym nakładzie)

O poecie pisali
- Któż to opisze, któż to uciszy (1997; rozmowy z Wincentym Różańskim) autorzy Piotr Kępiński i Andrzej Sikorski

Filmy o poecie
- Będziemy piękniejsi (2003; film dokumentalny) reż. Tadeusz Żukowski

## Nagrody i wyróżnienia
- Medal Młodej Sztuki
- Nagroda Literacka stołecznego miasta Poznania im. Jana Kasprowicza
- XII Międzynarodowy Listopad Poetycki
- Odznaka Honorowa Miasta Poznania
- Odznaka „Za zasługi w rozwoju województwa poznańskiego”
- Odznaka „Zasłużony Działacz Kultury”
- Srebrny Krzyż Zasługi
- Nagroda Artystyczna Rady miasta Poznania
- Nagroda Marszałka Województwa Wielkopolskiego
- Pierścień Mędrców Betlejemskich